# Led Zeppelin-diszkográfia
A brit rockegyüttes, Led Zeppelin diszkográfiája nyolc stúdióalbumot, négy koncertalbumot, tíz válogatásalbumot és tizenhat kislemezt tartalmaz. A filmográfia a zenekarról szóló szócikkben található. Az összes Led Zeppelin-album producere Jimmy Page volt.
- A Led Zeppelin felvétele előtt mind a négy zenész részt vett P. J. Proby Three Week Hero című albumának felvételén. Csak a "Jim's Blues" című dalban játszanak együtt mind a négyen.

## Stúdióalbumok
| 1969                                                        | Led Zeppelin - Megjelent: 1969. január 12. - Kiadó: Atlantic - Formátum: kazetta, CD, LP                | 6 | 9 | —  | 11 | 3  | 19 | 11 | 20 | —  | 14 | 16 | 1 | 11 | 7 | - AUS: 2× Platina - UK: 2× Platina - CAN: Gyémánt - SWI: Arany - NLD: Arany - USA: 8x Platina - FRA: Arany                                              |
| 1969                                                        | Led Zeppelin II - Megjelent: 1969. október 22. - Kiadó: Atlantic - Formátum: kazetta, CD, LP            | 1 | 1 | 2  | 1  | 1  | 3  | 1  | 2  | 8  | 1  | 2  | 1 | 2  | 1 | - AUS: 4× Platina - UK: 4× Platina - GER: Platina - CAN: 9× Platina - AUT: Arany - USA: Gyémánt (12× Platina) - FRA: Platina                            |
| 1970                                                        | Led Zeppelin III - Megjelent: 1970. október 5. - Kiadó: Atlantic - Formátum: kazetta, CD, LP            | 1 | 1 | 1  | 1  | 2  | 4  | 3  | 1  | 8  | 3  | 3  | 6 | 1  | 1 | - UK: Platina - AUS: 3× Platina - GER: Arany - SWI: Arany - NLD: Arany - USA: 6× Platina - FRA: Platina                                                 |
| 1971                                                        | Led Zeppelin IV - Megjelent: 1971. november 8. - Kiadó: Atlantic - Formátum: kazetta, CD, LP            | 1 | 2 | 7  | 1  | 3  | 2  | 5  | 2  | 2  | 1  | 3  | 8 | 2  | 2 | - AUS: 9× Platina - UK: 6× Platina - GER: 3× Arany - CAN: 2× Gyémánt - SWI: 2x Platina - NLD: Platina - USA: 2x Gyémánt (23× Platina) - FRA: 2× Platina |
| 1973                                                        | Houses of the Holy - Megjelent: 1973. március 28. - Kiadó: Atlantic - Formátum: kazetta, CD, LP         | 1 | 1 | 3  | 1  | 2  | 3  | 8  | 4  | 3  | 4  | 4  | 9 | 4  | 1 | - UK: Platina - GER: Arany - USA: Gyémánt (11× Platina) - FRA: Platina                                                                                  |
| 1975                                                        | Physical Graffiti - Megjelent: 1975. február 24. - Kiadó: Swan Song - Formátum: kazetta, CD, LP         | 1 | 2 | 2  | 1  | 5  | 2  | 4  | 17 | 13 | 10 | 4  | 2 | 7  | 1 | - AUS: 3× Platina - UK: 2× Platina - GER: Arany - USA: Gyémánt (16× Platina) - FRA: Arany                                                               |
| 1976                                                        | Presence - Megjelent: 1976. március 31. - Kiadó: Swan Song - Formátum: kazetta, CD, LP                  | 1 | 4 | 16 | 16 | 6  | 5  | 6  | 15 | 2  | 7  | 4  | 7 | 5  | 1 | - UK: Platina - USA: 3× Platina |
| 1979                                                        | In Through the Out Door - Megjelent: 1979. augusztus 15. - Kiadó: Swan Song - Formátum: kazetta, CD, LP | 1 | 3 | 15 | 1  | 10 | 7  | 9  | 12 | 2  | 12 | 14 | 1 | 6  | 1 | - AUS: 2× Platina - UK: Platina - USA: 6× Platina |
| "—" nem szerepelt listán, vagy nem jelent meg az országban. | |   |   |    |    |    |    |    |    |    |    |    |   |    |   | |

## Koncertalbumok
| 1976                                                        | The Song Remains the Same - Megjelent: 1976. október 22. - Kiadó: Swan Song - Formátum: kazetta, CD, LP | 1  | 8  | 37 | 8  | 23 | —  | 20 | 13 | 6  | 19 | 6  | 21 | 29 | 2  | - UK: Platina - GER: Arany - USA: 4× Platina - FRA: Arany - NZL: 3x Platina - ARG: Arany                                                                     |
| 1997                                                        | BBC Sessions - Megjelent: 1997. november 11. - Kiadó: Atlantic - Formátum: kazetta, CD, LP              | 23 | 60 | —  | 30 | 28 | 38 | —  | —  | 10 | —  | 26 | 36 | 50 | 12 | - JPN: Arany - UK: Arany - USA: 2× Platina |
| 2003                                                        | How the West Was Won - Megjelent: 2003. május 27. - Kiadó: Atlantic - Formátum: CD                      | 5  | 10 | 17 | 1  | 21 | 11 | 11 | 7  | 3  | 47 | 13 | 10 | 16 | 1  | - UK: Arany - BRA: Arany - CAN: Platina - USA: Platina |
| 2012                                                        | Celebration Day - Megjelent: 2012. november 19. - Kiadó: Atlantic - Formátum: CD, DVD, Blu-ray, LP      | 4  | 3  | 3  | 4  | 6  | 9  | 1  | 5  | —  | 2  | 1  | 2  | 2  | 9  | - IRL: Arany - FRA: Arany - ITA: Platina - AUS: Arany - UK: Platina - GER: Platina - SWI: Arany - CAN: 2× Platina - SWE: Arany - NZL: Platina - POL: Gyémánt |
| "—" nem szerepelt listán, vagy nem jelent meg az országban. | |    |    |    |    |    |    |    |    |    |    |    |    |    |    | |

## Válogatások
| 1982                                                        | Coda - Megjelent: 1982. november 19. - Kiadó: Swan Song - Formátum: kazetta, CD, LP                                           | 4  | 9  | 17 | 3  | 9  | 17 | 5  | 16 | 9  | 7  | 18 | 7  | 6   | - UK: Ezüst - USA: Platina - LV: 2x Platina |
| 1990                                                        | Box Set - Megjelent: 1990. szeptember 7. - Kiadó: Atlantic - Formátum: kazetta, CD, LP                                        | 48 | 46 | —  | —  | —  | 16 | —  | 17 | —  | —  | —  | —  | 18  | - CAN: Arany - UK: Ezüst - USA: Gyémánt |
| 1990                                                        | Remasters - Megjelent: 1990. október 15. - Kiadó: Atlantic - Formátum: kazetta, CD, LP                                        | 10 | 1  | 19 | 46 | 1  | 3  | 13 | 32 | 33 | 3  | 8  | 21 | 47  | - FRA: Platina - SPA: Platina - BRA: Arany - ARG: Platina - AUS: 10× Platina - UK: 2× Platina - GER: Platina - AUT: Arany - NOR: Arany - NZL: 11× Platina - SWI: Arany - USA: 2× Platina |
| 1993                                                        | Box Set 2 - Megjelent: 1993. szeptember 21. - Kiadó: Atlantic - Formátum: CD                                                  | 56 | —  | —  | —  | —  | 67 | —  | 45 | —  | 48 | —  | —  | 87  | - USA: Arany |
| 1993                                                        | Complete Studio Recordings - Megjelent: 1993. szeptember 24. - Kiadó: Atlantic - Formátum: CD                                 | —  | —  | —  | —  | —  | —  | —  | —  | —  | —  | —  | —  | —   | - USA: 2× Platina - FRA: Platina |
| 1999                                                        | Early Days: The Best of Led Zeppelin Volume One - Megjelent: 1999. november 23. - Label: Atlantic - Formátum: kazetta, CD, LP | 55 | —  | 23 | —  | 28 | —  | 71 | —  | —  | —  | —  | 4  | 71  | - UK: Ezüst - CAN: Arany - USA: Platina |
| 2000                                                        | Latter Days: The Best of Led Zeppelin Volume Two - Megjelent: 2000. március 21. - Kiadó: Atlantic - Formátum: kazetta, CD, LP | 40 | —  | —  | —  | —  | —  | —  | —  | —  | —  | —  | —  | 81  | — |
| 2002                                                        | Early Days and Latter Days - Megjelent: 2002. november 19. - Kiadó: Atlantic - Formátum: CD                                   | 11 | —  | —  | —  | 40 | 21 | 96 | —  | —  | 17 | —  | —  | 114 | - UK: Platina - USA: Platina |
| 2007                                                        | Mothership - Megjelent: 2007. november 12. - Kiadó: Atlantic - Formátum: CD, LP                                               | 4  | 8  | 4  | 15 | 10 | 6  | 4  | 7  | 15 | 1  | 1  | 17 | 7   | - ITA: Platina - POL: Platina - AUS: 2x Platina - UK: 3× Platina - GER: 3× Arany - CAN: 3× Platina - AUT: Arany - SWI: Arany - USA: 2× Platina - FRA: Arany                              |
| 2008                                                        | Definitive Collection - Megjelent: 2008. november 4. - Kiadó: Atlantic/Rhino - Formátum: CD                                   | —  | —  | —  | —  | —  | —  | —  | 23 | —  | —  | —  | —  | —   | — |
| "—" nem szerepelt listán, vagy nem jelent meg az országban. | |    |    |    |    |    |    |    |    |    |    |    |    |     | |

## Kislemezek
| 1969                                                        | Good Times Bad Times/Communication Breakdown                  | —   | —  | 64 | — | —  | —    | 17 | —  | —  | 80   | —                        | Led Zeppelin                  |
| 1969                                                        | Whole Lotta Love/Living Loving Maid (She’s Just a Woman)      | 21  | 1  | 3  | 1 | 2  | — 93 | 5  | 4  | 5  | 4 65 | - UK: Arany - USA: Arany | Led Zeppelin II               |
| 1970                                                        | Immigrant Song/Hey, Hey, What Can I Do                        | 109 | 16 | 4  | 3 | 6  | 13   | —  | 4  | 9  | 16   | - UK: Arany              | Led Zeppelin III              |
| 1971                                                        | Black Dog/Misty Mountain Hop                                  | 119 | 9  | 11 | 5 | 22 | 24   | 20 | 10 | 6  | 15   | - UK: Ezüst              | Led Zeppelin IV               |
| 1972                                                        | Rock and Roll/Four Sticks                                     | —   | 51 | 38 | — | 13 | —    | —  | —  | —  | 47   | —                        | Led Zeppelin IV               |
| 1973                                                        | Over the Hills and Far Away/Dancing Days                      | —   | —  | 63 | — | —  | —    | —  | —  | —  | 51   | —                        | Houses of the Holy            |
| 1973                                                        | D'yer Mak'er/The Crunge                                       | —   | —  | 24 | — | —  | —    | —  | —  | —  | 20   | —                        | Houses of the Holy            |
| 1973                                                        | The Ocean/Over the Hills and Far Away/Dancing Days            | —   | —  | —  | — | 8  | —    | —  | —  | —  | —    | —                        | Houses of the Holy            |
| 1975                                                        | Trampled Under Foot/Black Country Woman                       | —   | 60 | 41 | — | —  | —    | —  | —  | —  | 38   | —                        | Physical Graffiti             |
| 1976                                                        | Candy Store Rock/Royal Orleans                                | —   | —  | —  | — | —  | —    | —  | —  | —  | —    | —                        | Presence                      |
| 1979                                                        | Fool in the Rain/Hot Dog                                      | —   | —  | 12 | — | —  | —    | —  | 44 | —  | 21   | —                        | In Through the Out Door       |
| 1990                                                        | Travelling Riverside Blues                                    | —   | —  | 57 | — | —  | —    | —  | —  | —  | —    | —                        | Box Set                       |
| 1993                                                        | Baby Come On Home                                             | —   | —  | 66 | — | —  | —    | —  | —  | —  | —    | —                        | Box Set 2                     |
| 1997                                                        | The Girl I Love She Got Long Black Wavy Hair                  | —   | —  | 49 | — | —  | —    | —  | —  | —  | —    | —                        | BBC Sessions                  |
| 2007                                                        | Kashmir                                                       | 80  | —  | —  | — | —  | —    | —  | —  | 64 | —    | - UK: Ezüst              | Mothership                    |
| 2018                                                        | Rock and Roll (Sunset Sound Mix)/Friends (Olympic Studio Mix) | —   | —  | —  | — | —  | —    | —  | —  | —  | —    | —                        | (Record Store Day-megjelenés) |
| "—" nem szerepelt listán, vagy nem jelent meg az országban. |                                                               |     |    |    |   |    |      |    |    |    |      |                          |                               |

### Promóciós kislemezek
| Év                                                          | Cím                                         | Helyezések | Helyezések | Helyezések | Helyezések | Helyezések | Eladási minősítések | Album            |
| Év                                                          | Cím                                         | UK         | GER        | NZL        | SWI        | USA        | Eladási minősítések | Album            |
| ----------------------------------------------------------- | ------------------------------------------- | ---------- | ---------- | ---------- | ---------- | ---------- | ------------------- | ---------------- |
| 1969                                                        | Babe I'm Gonna Leave You/Dazed and Confused | —          | —          | —          | —          | —          | —                   | Led Zeppelin     |
| 1970                                                        | Gallows Pole                                | —          | —          | —          | —          | —          | —                   | Led Zeppelin III |
| 1971                                                        | Stairway to Heaven                          | 37         | 15         | 13         | 17         | 79         | - UK: Platina       | Led Zeppelin IV  |
| "—" nem szerepelt listán, vagy nem jelent meg az országban. |                                             |            |            |            |            |            |                     |                  |

### Egyéb jelölt dalok
| Év   | Cím        | Helyezések | Album |
| Év   | Cím        | USA Main.  | Album |
| ---- | ---------- | ---------- | ----- |
| 1982 | Darlene    | 4          | Coda  |
| 1982 | Ozone Baby | 14         | Coda  |
| 1982 | Poor Tom   | 18         | Coda  |

### Digitális kislemezek
| 2007                                                        | Whole Lotta Love   | —  | —  | Mothership |
| 2007                                                        | Immigrant Song     | 54 | 71 | Mothership |
| 2007                                                        | Black Dog          | 59 | 66 | Mothership |
| 2007                                                        | Stairway to Heaven | 17 | 30 | Mothership |
| 2007                                                        | Kashmir            | 33 | 42 | Mothership |
| 2007                                                        | Ramble On          | 66 | —  | Mothership |
| "—" nem szerepelt listán, vagy nem jelent meg az országban. |                    |    |    |            |

## Internetes albumok
| Év   | Album információ |
| ---- | --- |
| 2018 | Led Zeppelin x Led Zeppelin - Megjelent: 2018. szeptember 27. - Kiadó: Rhino, Atlantic - Formátum: digitális letöltés    |
| 2018 | An Intro to Led Zeppelin - Megjelent: 2018. szeptember 27. - Kiadó: Rhino, Atlantic - Formátum: digitális letöltés       |
| 2018 | Rock & Roll (Sunset Sound Mix) - Megjelent: 2018. szeptember 27. - Kiadó: Rhino, Atlantic - Formátum: digitális letöltés |

## Videók
| Cím                       | Információ                                                                 | Eladási minősítések                                                          |
| ------------------------- | -------------------------------------------------------------------------- | ---------------------------------------------------------------------------- |
| The Song Remains the Same | - Megjelent: 1976 - Kiadó: Warner Bros. - Formátum: VHS, DVD, Blu-ray      | - UK: 6× Platina                                                             |
| Led Zeppelin DVD          | - Megjelent: 2003. május 26. - Kiadó: Atlantic - Formátum: DVD             | - AUS: 5× Platina - USA: Gyémánt (13× Platina) - UK: 5× Platina - JPN: Arany |
| Mothership                | - Megjelent: 2007. november 12. - Kiadó: Atlantic - Formátum: Video        | - GER: 2× Platina                                                            |
| Celebration Day           | - Megjelent: 2012. november 19. - Kiadó: Atlantic - Formátum: DVD, Blu-ray | - GER: 7× Arany - USA: 3× Platina                                            |

## Videóklipek
| Év   | Cím                                     | Album                            | Forrás |
| ---- | --------------------------------------- | -------------------------------- | ------ |
| 1969 | Communication Breakdown                 | Led Zeppelin                     | [ 44 ] |
| 1976 | Black Dog                               | The Song Remains the Same        | [ 45 ] |
| 1979 | Hot Dog                                 | In Through the Out Door          | [ 46 ] |
| 1990 | Over the Hills and Far Away             | Box Set                          | [ 47 ] |
| 1990 | Travelling Riverside Blues              | Box Set                          | [ 48 ] |
| 1997 | Whole Lotta Love                        | BBC Sessions                     | [ 49 ] |
| 2003 | Immigrant Song                          | Led Zeppelin DVD                 | [ 50 ] |
| 2003 | Going to California                     | Led Zeppelin DVD                 | [ 51 ] |
| 2003 | Stairway to Heaven                      | Led Zeppelin DVD                 | [ 52 ] |
| 2003 | Rock And Roll                           | Led Zeppelin DVD                 | [ 53 ] |
| 2003 | Kashmir                                 | Led Zeppelin DVD                 | [ 54 ] |
| 2012 | Black Dog                               | Celebration Day                  | [ 55 ] |
| 2012 | Kashmir                                 | Celebration Day                  | [ 56 ] |
| 2014 | Whole Lotta Love (Rough Mix With Vocal) | Led Zeppelin II (Deluxe Edition) | [ 57 ] |
| 2014 | Rock And Roll (Alternate Mix)           | Led Zeppelin IV (Deluxe Edition) | [ 58 ] |
| 2016 | What Is And What Should Never Be        | The Complete BBC Sessions        | [ 59 ] |

## Egyéb kiadványok
- Koncertrészletek DVD-n

1969 7" single (UK: Atlantic 584269, US/New Zealand: Atlantic 45-2613, Australia: Atlantic AK 2914, Canada: Atlantic AT 2613X, France: Atlantic 650 153, Germany: Atlantic ATL 70369, Greece: Atlantic 255 002, Italy: Atlantic ATL NP 03117, Japan: Nihon Gramophone DT-1105, Philippines: Atlantic 45-3734, Sweden: Atlantic ATL 70.369)
- A. "Good Times Bad Times" (Bonham, Jones, Page) 2:47
- B. "Communication Breakdown" (Page, Plant) 2:28

1969 7" promo 45 edition (US: Atlantic EP 1019)
- A. "Babe I'm Gonna Leave You" (Bredon, Page, Plant) 6:41
- B. "Dazed and Confused" (Page) 6:26

1969 7" single (South Africa: Atlantic ATS410)
- A. "Good Times Bad Times" (Bonham, Jones, Page) 2:47
- B. "Black Mountain Side" (Page) 2:12

1969 7" single edition (Greece: Atlantic 2019 003)
- A. "Babe I'm Gonna Leave You" (Bredon, Page, Plant) 6:41
- B. "How Many More Times" (Page) 8:28

1969 7" EP (Mexico: Atlantic EPA 1577)
- A1. "Good Times Bad Times" (Bonham, Jones, Page) 2:47
- A2. "Communication Breakdown" (Page, Plant) 2:28
- B.  "Dazed and Confused" (Page) 6:26

1970 7" single (US/Australia/New Zealand: Atlantic 45-2777, Austria/Germany: Atlantic ATL 70460, Belgium: Atlantic BE 650222, Canada: Atlantic AT 2777, France: Atlantic 650 226L, Holland: Atlantic ATL 2091043, Italy/Jamaica: Atlantic ATL 45-2777, Greece: Atlantic 2091 043, Japan: Warner Pioneer P-1007A, Portugal: Atlantic ATL N 28101, South Africa: Atlantic ATS 531, Spain: Atlantic H 671, Sweden: Atlantic ATL 70.460, Turkey: Atlantic 71505)
- A. "Immigrant Song" (Page, Plant) 2:25
- B. "Hey Hey What Can I Do" (Bonham, Jones, Page, Plant) 3:55

1970 7" radio edit (US: Atlantic 45-2777 PL)
- A. "Immigrant Song" [stereo] (Page, Plant) 2:25
- B. "Immigrant Song" [mono] (Page, Plant) 2:25

1970 7" single (Colombia: WEA 167/168, Costa Rica: Atlantic 70.029, Mexico: Atlantic 1701-1919, Philippines: Atlantic 45-3741)
- A. "Immigrant Song" (Page, Plant) 2:25
- B. "Tangerine" (Page) 3:10

1970 7" single (Japan: Nihon Gramophone DT-1180)
- A. "Immigrant Song" (Page, Plant) 2:25
- B. "Out on the Tiles" (Bonham, Page, Plant) 4:07

1970 7" single (South Africa: Atlantic ATS 528)
- A. "Immigrant Song" (Page, Plant) 2:25
- B. "Friends" (Page, Plant) 3:54

1970 7" single (Uruguay: Atlantic 2164013)
- A. "Immigrant Song" (Page, Plant) 2:25
- B. "Gallows Pole" (trad. arr. Page, Plant) 4:56

1970 7" single (Venezuela: Atlantic 5-018)
- A. "Immigrant Song" (Page, Plant) 2:25
- B. "Whole Lotta Love" (Bonham, Jones, Page, Plant, Dixon) 3:12

1970 7" EP (Mexico: Atlantic 2207-014)
- A1. "Immigrant Song" (Page, Plant) 2:25
- A2. "Tangerine" (Page) 3:10
- B.  "Out on the Tiles" (Bonham, Page, Plant) 4:07

1970 7" EP (Bolivia: Polydor 608030)
- A1. "Immigrant Song" (Page, Plant) 2:25
- A2. "Celebration Day" (Jones, Page, Plant) 3:29
- B.  "Since I've Been Loving You" (Jones, Page, Plant) 7:23

1970 7" single (Poland: Prasniewska N-370)
- A.  "Friends" (Page, Plant) 3:54
- B.  "Celebration Day" (Jones, Page, Plant) 3:29

1970 7" single (Poland: Daszkowska N 037)
- A.  "Celebration Day" (Jones, Page, Plant) 3:29
- B.  "Paranoid"* (Butler, Iommi, Osbourne, Ward) 2:52

1970 7" single (South Africa: Atlantic Teal MR 10)
- A.  "Celebration Day" (Jones, Page, Plant) 3:29
- B.  "Immigrant Song" (Page, Plant) 2:25

1970 7" EP (Brazil: Rock Espetacular RG 03)
- A1. "Friends" (Page, Plant) 3:54
- A2. "Celebration Day" (Jones, Page, Plant) 3:29
- B.  "Since I've Been Loving You" (Jones, Page, Plant) 7:23

1970 7" single (Italy: Atlantic ATL NP 03174)
- A. "Bron-Y-Aur Stomp" (Jones, Page, Plant) 4:16
- B. "Immigrant Song" (Page, Plant) 2:25

1970 7" single (Holland: Atlantic ATL 2019030)
- A. "Bron-Y-Aur Stomp" (Jones, Page, Plant) 4:16
- B. "Out on the Tiles" (Bonham, Page, Plant) 4:07

1970 7" single (Poland: Prasniewski 03)
- A. "Hats Off to (Roy) Harper" (trad.) 3:42
- B. "Out on the Tiles" (Bonham, Page, Plant) 4:07

1971 7" single (Argentina/Chile/Peru: Atlantic 2091 149)
- A. "Immigrant Song" (Page, Plant) 2:25
- B. "Bron-Y-Aur Stomp" (Jones, Page, Plant) 4:16

1971 7" EP (Australia: Atlantic EPA 228)
- A1. "That's the Way" (Page, Plant) 5:37
- A2. "Going to California" (Page, Plant) 3:31
- B.  "Stairway to Heaven" (Page, Plant) 8:02

1971 7" single (US/Australia: Atlantic 45-2849, Angola/South Africa: Atlantic ATS 568, Argentina: Atlantic 2091175, Austria/Germany: Atlantic ATL 10103, Brazil: Atco 2091175, Canada: Atlantic AT 2849, Cape Verde: Atlantic ATL N 28-118, Ecuador: Atlantic 45-73502, France: Atlantic 10 103, Greece: Atlantic 2091 175, Holland: Atlantic ATL 2091 175, Italy: Atlantic K 10103, Japan: Warner Pioneer P-1101A, Mexico: Atlantic 2207-024, New Zealand: Atlantic ATL 88, Philippines: Atlantic ATR 0033, Portugal: Atlantic N 28118, Singapore: Stereophonic 10103, Spain: Atlantic HS 775, Sweden: Atlantic ATL 10.103, Turkey: Atlantic 72 500)
- A. "Black Dog" (Jones, Page, Plant) 4:56
- B. "Misty Mountain Hop" (Jones, Page, Plant) 4:38

1971 7" radio edit (Japan: Warner Pioneer P-1001A)
- A. "Black Dog" [stereo] (Jones, Page, Plant) 4:56
- B. "Black Dog" [mono] (Jones, Page, Plant) 4:56

1971 7" single (Poland: Atlantic X 87)
- A. "Black Dog" (Jones, Page, Plant) 4:56
- B. "When the Levee Breaks" (Bonham, Jones, Page, Plant, Minnie) 7:08

1971 7" single (Poland: Prasniewski N 677)
- A. "Black Dog" (Jones, Page, Plant) 4:56
- B. "Four Sticks" (Page, Plant) 4:44

1972 7" EP (Argentina: Music Hall 186)
- A1. "Good Times Bad Times" (Bonham, Jones, Page) 2:47
- A2. "Communication Breakdown" (Page, Plant) 2:28
- B1. "Roundabout"* (Anderson, Howe) 3:27
- B2. "Long Distance Runaround"* (Anderson) 3:30

1972 7" single (US/Australia/New Zealand: Atlantic 45-2865, Austria/Germany: Atlantic ATL 10156, Brazil: Atco ATCS 10.005, Canada: Atlantic AT 2865, France: Atlantic 10156, Holland: Atlantic ATL 2091190, Japan: Warner Pioneer P-1123A, Lebanon: Atlantic AT 16005, Mexico: Atlantic G-1136, Poland: Atlantic XN 82, Portugal: Atlantic ATL N 28128, Spain: Atlantic HS 823)
- A. "Rock and Roll" (Bonham, Jones, Page, Plant) 3:40
- B. "Four Sticks" (Page, Plant) 4:44

1972 7" single (South Africa: Atlantic ATL 590)
- A. "Rock and Roll" (Bonham, Jones, Page, Plant) 3:40
- B. "Going to California" (Page, Plant) 3:31

1972 7" EP (US: Atlantic LLP 171 SD 7-7208)
- A1. "Rock and Roll" (Bonham, Jones, Page, Plant) 3:40
- A2. "Black Dog" (Jones, Page, Plant) 4:56
- B.  "Stairway to Heaven" (Page, Plant) 8:02

1972 7" single (Philippines: Atlantic 45-3747)
- A. "Stairway to Heaven" [part 1] (Page, Plant) 4:01
- B. "Stairway to Heaven" [part 2] (Page, Plant) 4:01

1972 7" promo (US: Atlantic PR 175 [picture sleeve])
- A. "Stairway to Heaven" [stereo] (Page, Plant) 8:02
- B. "Stairway to Heaven" [mono] (Page, Plant) 8:02

1972 7" promo (US: Atlantic PR-269)
- A. "Stairway to Heaven" [stereo] (Page, Plant) 7:55
- B. "Stairway to Heaven" [mono] (Page, Plant) 7:55

1972 7" promo  (South Africa: Atlantic Teal)
- A. "Stairway to Heaven" (Page, Plant) 8:02
- B. "Going to California" (Page, Plant) 3:31

1973 7" single (Venezuela: Atlantic 5-011)
- A. "Black Dog" (Jones, Page, Plant) 4:56
- B. "Rock and Roll" (Bonham, Jones, Page, Plant) 3:40

1973 7" single (US/Australia/Finland/New Zealand/Philippines/Sweden: Atlantic 45-2970, Angola: Atlantic ATS 610, Brazil: Atco ATCS 10.062, Canada: Atlantic AT 2970, Greece: Atlantic 2091228, Holland: Atlantic ATL 10328, Italy: Atlantic K 10328, Japan: Warner Pioneer P-1237A, Mexico: Atlantic G-1210, Portugal: Atlantic ATL NS 28138, South Africa: Atlantic ATL 610, Spain: Atlantic HS 957, Yugoslavia: Atlantic ATL 26076)
- A. "Over the Hills and Far Away" (Page, Plant) 4:47
- B. "Dancing Days" (Page, Plant) 3:43

1973 7" radio edit (US: Atlantic 45-2970)
- A. "Over the Hills and Far Away" [mono] (Page, Plant) 4:47
- B. "Over the Hills and Far Away" [stereo] (Page, Plant) 4:47

1973 7" single(Uruguay: Atlantic 74007)
- A. "The Crunge" (Bonham, Jones, Page, Plant) 3:17
- B. "D'yer Mak'er" (Bonham, Jones, Page, Plant) 4:23

1973 7" single (France: Atlantic 10328)
- A. "Dancing Days" (Page, Plant) 3:43
- B. "Over the Hills and Far Away" (Page, Plant) 4:47

1973 7" radio edit (South Africa: Atlantic Teal LM)
- A. "Dancing Days" [stereo] (Page, Plant) 3:43
- B. "Dancing Days" [mono] (Page, Plant) 3:43

1973 7" EP (US: Atlantic LLP 213 SD 7-7255)
- A1. "Dancing Days" (Page, Plant) 3:43
- A2. "D'yer Mak'er" (Bonham, Jones, Page, Plant) 4:23
- B1. "The Song Remains the Same" (Page, Plant) 5:30
- B2. "The Crunge" (Bonham, Jones, Page, Plant) 3:17

1973 7" single (US/Australia/New Zealand: Atlantic 45-2986, Austria/Germany: Atlantic ATL 10377, Canada: Atlantic AT 2986, France: Atlantic 10377, Greece: Atlantic 2091236, Japan: Warner Pioneer P-1265A, Mexico: Atlantic G-1275, Peru: Atlantic ALT 2986, Spain: Atlantic HS 987, Venezuela: Atlantic 5-001, Yugoslavia: Atlantic 26077)
- A. "D'yer Mak'er" (Bonham, Jones, Page, Plant) 4:23
- B. "The Crunge" (Bonham, Jones, Page, Plant) 3:17

1973 7" single (Holland: Atlantic ATL 10374)
- A. "D'yer Mak'er" (Bonham, Jones, Page, Plant) 4:23
- B. "Gallows Pole" (trad. arr. Page, Plant) 4:56

1973 7" promo (UK: Atlantic K 10296, South Africa: Trutone 45)
- A. "D'yer Mak'er" (Bonham, Jones, Page, Plant) 4:23
- B. "The Crunge" (Bonham, Jones, Page, Plant) 3:17

1973 7" EP (Mexico: Atlantic GX 07-818)
- A1. "D'Yer Mak'er" (Bonham, Jones, Page, Plant) 4:23
- A2. "Over the Hills and Far Away" (Page, Plant) 4:47
- B1. "Black Dog" (Jones, Page, Plant) 4:56
- B2. "Misty Mountain Hop" (Jones, Page, Plant) 4:38

1973 7" EP (Argentina: Music Hall 40.019)
- A1. "D'Yer Mak'er" (Bonham, Jones, Page, Plant) 4:23
- A2. "The Crunge" (Bonham, Jones, Page, Plant) 3:17

1973 7" single (Austria/Germany: Atlantic ATL 10316)
- A. "The Ocean" (Bonham, Jones, Page, Plant) 4:31
- B. "Dancing Days" (Page, Plant) 3:43

1973 7" single (Germany: Atlantic ATL 10316)
- A. "The Ocean" (Bonham, Jones, Page, Plant) 4:31
- B. "Over the Hills and Far Away" (Page, Plant) 4:47

1973 7" EP (Thailand: Atlantic FT 911)
- A1. "The Ocean" (Bonham, Jones, Page, Plant) 4:31
- A2. "Dancing Days" (Page, Plant) 3:43
- B1. "The Song Remains the Same" (Page, Plant) 5:30
- B2. "The Crunge" (Bonham, Jones, Page, Plant) 3:17

1975 7" EP (Thailand: Atlantic KS 185)
- A1. "The Ocean" (Bonham, Jones, Page, Plant) 4:31
- A2. "Over the Hills and Far Away" (Page, Plant) 4:47
- B1. "The Song Remains the Same" (Page, Plant) 5:30
- B2. "Dancing Days" (Page, Plant) 3:43

1975 7" single (Thailand: Atlantic FT 206)
- A. "The Rover" (Page, Plant) 5:44
- B. "Trampled Under Foot" (Jones, Page, Plant) 5:35

1975 7" single edition (Thailand: Atlantic Ft 205)
- A. "In My Time of Dying" [Part 1] (Bonham, Jones, Page, Plant) 8:03
- B1. "In My Time of Dying" [Part 2] (Bonham, Jones, Page, Plant) 3:02
- B2. "Houses of the Holy" (Page, Plant) 4:01

1975 7" single (US/Australia/El Salvador/New Zealand: Swan Song SS 70102, Austria/Germany: Swan Song SS K 19402, Brazil: Atlantic ATL 1-15-101-012, Canada: Swan Song SWS 70102, Chile: Atlantic 70102, France/Holland: Swan Song SS 19402, Italy: Swan Song K 19402, Japan: Warner Pioneer P-1361A, Mexico: Swan Song G-1514, Portugal: Atlantic ATL NS 28162, South Africa: Swan Song SNS 100, Spain: Swan Song SS 45-1205)
- A. "Trampled Under Foot" (Jones, Page, Plant) 5:35
- B. "Black Country Woman" (Page, Plant) 4:24

1975 7" promo (UK: Swan Song SSK 19403)
- A. "Trampled Under Foot" (Jones, Page, Plant) 5:35
- B. "Black Country Woman" (Page, Plant) 4:24

1975 7" single (Thailand: Atlantic T 026)
- A.  "Kashmir" (Bonham, Page, Plant) 8:28
- B1. "Boogie with Stu" (Bonham, Jones, Page, Plant, Stewart, Mrs. Valens) 3:51
- B2. "Black Country Woman" (Page, Plant) 4:24

1975 7" EP (Thailand: Atlantic FT 204)
- A1. "Boogie with Stu" (Bonham, Jones, Page, Plant, Stewart, Mrs. Valens) 3:51
- A2. "Custard Pie" (Page, Plant) 4:13
- B1. "Night Flight" (Jones, Page, Plant) 3:37
- B2. "Down by the Seaside" (Page, Plant) 5:13

1976 7" single (France: Swan Song SS 19407, New Zealand: Swan Song SS 70110)
- A.  "Royal Orleans" (Bonham, Jones, Page, Plant) 2:58
- B.  "Candy Store Rock" (Page, Plant) 4:07

1976 7" single edition (US & Australia: Swan Song SS 70110, Canada: Swan Song SWS 70110, Germany: Swan Song SS K 19407, Japan: Warner-Pioneer P-35N, Portugal: Atlantic ATL NS 28176, Spain: Swan Song SS 45-1381)
- A.  "Candy Store Rock" (Page, Plant) 4:07
- B.  "Royal Orleans"* (Bonham, Jones, Page, Plant) 2:58

1978 12" single (Brazil: WEA 6WP.2003)
- A. "Stairway to Heaven" [stereo] (Page, Plant) 8:02
- B. "Stairway to Heaven" [mono] (Page, Plant) 8:02

1979 7" single edition (US/Australia/Canada/New Zealand: Swan Song SS 71003, Ecuador/Uruguay: Atlantic 45-73015, Germany/Holland: Swan Song SS 19421, Japan: Warner Pioneer P-530N, Mexico: Swan Song Gamma G-2269, Spain: Swan Song SS 45-1295)
- A.  "Fool in the Rain" (Jones, Page, Plant) 6:08
- B.  "Hot Dog" (Page, Plant) 3:15

1979 7" single radio edit (US: Swan Song SS 71003 SP, Italy: Swan Song PR 097)
- A.  "Fool in the Rain" (Jones, Page, Plant) 3:20
- B.  "Hot Dog" (Page, Plant) 3:15

1979 7" single edition (Brazil: Swan Song SS 11105, Paraguay: Swan Song 11.105)
- A.  "All My Love" [mono] (Jones, Plant) – 5:33
- B.  "All My Love" [stereo] (Jones, Plant) – 5:33

1979 7" single edition (Argentina: Swan Song SS 79435)
- A.  "All My Love" (Jones, Plant) – 5:33
- B.  "Hot Dog" (Page, Plant) – 3:15

1980 7" single edition (Peru: Capricornio 030 [RI 16288])
- A.  "All My Love (Con Todo Mi Amor)" (Jones, Plant) – 5:53
- B.  "Rise"* (Armer, Badazz) – 4:53

1990 CD single (US: Atlantic PRCD 3717)
- 1. "Over the Hills and Far Away" (Page, Plant) 4:47

1990 7" promo (UK: Atlantic LZ3)
- A. "Stairway to Heaven" (Page, Plant) 8:02
- B. "Whole Lotta Love" (Bonham, Jones, Page, Plant, Dixon)

1991 20th Anniversary promo (US: Atlantic PRCD 4424-2, Japan: Warner Pioneer PRCD 4424-2)
- CD single, 7" single

1992 CD single (US: Atlantic 2777-2)
- 1. "Immigrant Song" (Page, Plant) 2:25
- 2. "Hey Hey What Can I Do" (Bonham, Jones, Page, Plant) 3:55

## Fordítás
Ez a szócikk részben vagy egészben  a   Led Zeppelin discography című angol Wikipédia-szócikk fordításán alapul.  Az eredeti cikk szerkesztőit annak laptörténete sorolja fel. Ez a jelzés csupán a megfogalmazás eredetét és a szerzői jogokat jelzi, nem szolgál a cikkben szereplő információk forrásmegjelöléseként.